# Okręgi policyjne na Malcie
Dla celów niesamorządowych Malta jest podzielona na okręgi. Trzy główne typy takich okręgów – statystyczne, wyborcze na szczeblu krajowym oraz policyjne – nie mają głównych skutków administracyjnych, ponieważ rady lokalne tworzą pierwszy poziom – ponadto jedyny poziom administracyjny – podziału kraju.
W następstwie zmian z 2022 roku w granicach i składzie okręgów policyjnych Malta ma 2 regiony policyjne, które podlegają 2 odrębnym zastępcom komisarza. Każdy z tych 2 regionów składa się z 6 okręgów policyjnych, co daje łącznie 12 okręgów. Każdy okręg jest administrowany przez wyznaczonego nadinspektora i ma własną komendę policji:

## Region A

### Okręg 1
Posterunki w:
- Il-Belt Valletta, Archbishop Street
- Il-Furjana, St. Anne Street
- Pinto Police, Valletta Waterfront

Komenda w Valletcie

### Okręg 2
Posterunki w:
- Il-Ħamrun, St. Paul’s Square
- Santa Venera, St. Joseph High Road
- Tal-Pietà i Gwardamanġa, St. Luke’s Square
- Il-Marsa, Balbi Street

Komenda w Ħamrun

### Okręg 3
Posterunki w:
- Paola, Valletta Road
- Il-Fgura, Hompesch Road
- Santa Luċija, Tower Promenade
- Ħal Tarxien, Nelson Avenue
- Ħal Luqa i Ħal Farruġ, St. Andrew Square

Komenda w Paoli (Raħal Ġdid)

### Okręg 4
Posterunki w:
- Bormla, St. Paul’s Street
- Il-Birgu, Desain Street
- L-Isla, 4 September Street
- Il-Kalkara, Archbishop Gonzi Square
- Ix-Xgħajra, Church Street
- Ħaż-Żabbar i St. Peter’s, Ċawsli Street
- Marsaskala, Żonqor Road

Komenda w Bormli (Città Cospicua)

### Okręg 5
Posterunki w:
- Iż-Żejtun, Mater Boni Consiglii Street
- Birżebbuġa, Pretty Bay
- Marsaxlokk, Fishermen’s Strand
- Il-Gudja, Raymond Caruana Street
- Ħal Għaxaq, Labour Avenue
- L-Imqabba, Parish Street
- Ħal Kirkop, St. Benedict Street
- Ħal Safi, St. Paul’s Street

Komenda w Iż-Żejtun (Città Beland)

### Okręg 6
Posterunki w:
- Ħal Qormi, Main Street
- Ħaż-Żebbuġ, Parish Street
- Is-Siġġiewi, St. Nicholas Square
- Għar Lapsi
- Iż-Żurrieq i Bubaqra, St. Catherine Street
- Wied iż-Żurrieq
- Il-Qrendi, Church Street

Komenda w Qormi (Città Pinto)

## Region B

### Okręg 7
Posterunki w:
- Tas-Sliema, Rudolph Street
- Il-Gżira, Belvedere Street
- L-Imsida i Ta’ Xbiex, Rue d'Argens

Komenda w Sliemie

### Okręg 8
Posterunki w:
- San Ġiljan, Paceville i Pembroke, St. George’s Road, Spinola Bay
- Is-Swieqi i Il-Madliena, Keffa Street
- San Ġwann i Il-Kappara, Naxxar Road

Komenda w San Giljan

### Okręg 9
Posterunki w:
- Birkirkara, Fleur-de-Lys i Is-Swatar, Main Street
- Ħal Balzan, Ħal Lija i L-Iklin, Bertu Fenech Square (Balzan)
- Ħ'Attard, Main Street
- Ta’ Qali, Pitkalija
- In-Naxxar i Baħar iċ-Ċagħaq, Żenqa Street
- Ħal Għargħur, St. Albert Street

Komenda w Birkirkarze

### Okręg 10
Posterunki w:
- Il-Mosta, Constitution Street
- L-Imġarr, Fisher Street
- Ir-Rabat, Il-Baħrija i Tal-Virtù, St. Rita Street
- Ħad-Dingli, Main Street
- L-Imdina, St. Publius Square
- L-Imtarfa, Maltese Regiments Street

Komenda w Moście

### Okręg 11
Posterunki w:
- San Pawl il-Baħar, Burmarrad i Ix-Xemxija, St. Paul’s Street
- Il-Qawra i Buġibba, Tourist Street
- Il-Mellieħa, Parish Square
- Iċ-Ċirkewwa, Ċirkewwa Terminal
- L-Għadira

Komenda w San Pawl il-Bahar

### Okręg 12
Posterunki w:
- Kemmuna, Congrave Street
- Il-Fontana, Ta’ Mulejja Street
- Għajnsielem, Simirat Street
- L-Għarb, Church Street
- L-Għasri, Saviour Square
- Ta’ Kerċem i Santa Luċija, Sarġ Street
- Marsalforn, Marina Street
- Il-Port tal-Imġarr, Coast Road
- Il-Munxar, Munxar Road
- In-Nadur, Saints Peter and Paul Square
- Il-Qala, St. Joseph Street
- Ramla Bay
- San Lawrenz, St. Lawrence Square
- Ta’ Sannat, Sannat Road
- Ta’ Pinu
- Ix-Xagħra, 8 September Avenue
- Ix-Xewkija, Independence Street
- Ix-Xlendi, St. Andrew Street
- Iż-Żebbuġ, Church Street
- Ir-Rabat, Għawdex (Victoria), Republic Street
- Gozo Fire Brigade

Komenda w Victorii